# Umaru Bangura
Umaru Bangura (Freetown, Sierra Leona, 7 de octubre de 1987) es un futbolista sierraleonés que juega como defensa y milita en el Neuchâtel Xamax FCS de la Challenge League.

## Clubes
| Club                | País        | Año       | Partidos jugados (Goles) |
| ------------------- | ----------- | --------- | ------------------------ |
| Hønefoss BK         | Noruega     | 2006-2010 | 126 (7)                  |
| F. K. Haugesund     | Noruega     | 2011-2013 | 87 (1)                   |
| F. K. Dinamo Minsk  | Bielorrusia | 2014-2016 | 84 (0)                   |
| F. C. Zürich        | Suiza       | 2016-2021 | 102 (1)                  |
| Neuchâtel Xamax FCS | Suiza       | 2021-     | 23 (0)                   |

## Palmarés

### Títulos nacionales
| Título        | Club         | País  | Año  |
| ------------- | ------------ | ----- | ---- |
| Copa de Suiza | F. C. Zürich | Suiza | 2018 |